# А-001 (Аполо)
А-001 е вторият изпитателен полет на системата за аварийно спасяване.

## Цели
Това е втората мисия с цел проучване въздействието на космическия кораб „Аполо“ по време на аварийно прекратяване на космически полет. Целта на аварийната система е да изтегли космическия кораб заедно с екипажа далеч от евентуалния взрив на ракетата. Системата трябва да осигури достатъчно височина, за да се даде възможност на парашутите на командния модул да се отворят, за предпочитане над земята, а не над водата. За разлика от мисия Тест-1, в която носителят на аварийната спасителна система е задействан на нивото на земята, при тази е включена над земята (по време на полет). Полетът се извършва с ракета-носител „Литъл Джо II“ (за икономия в сравнение със „Сатурн V“. Космическия апарат се състои от система за аварийно спасяване, макети на командния и обслужващия модул (BP-12) на космическия кораб „Aполо“.

## Полет
След едно отлагане поради силен вятър (12 май), на 13 е успешно изстреляна ракетата от полигона Уайт Сандс в щата Ню Мексико от стартов комплекс 36, зона 3. 44 секунди след старта е подаден радиосигнал за разрушаване корпуса на основния твърдогоривен двигател. Системата автоматично разпознава загубата на тяга и задейства системата за аварийно спасяване. Целият полет протича нормално, единствено не се отваря единия от трите спускаеми парашута. Неговата липса увеличава скоростта на спускане от 7,3 на 7,9 м/секунда. Апарата се приземява на 6,8 км от стартовата площадка.